# Заліщики

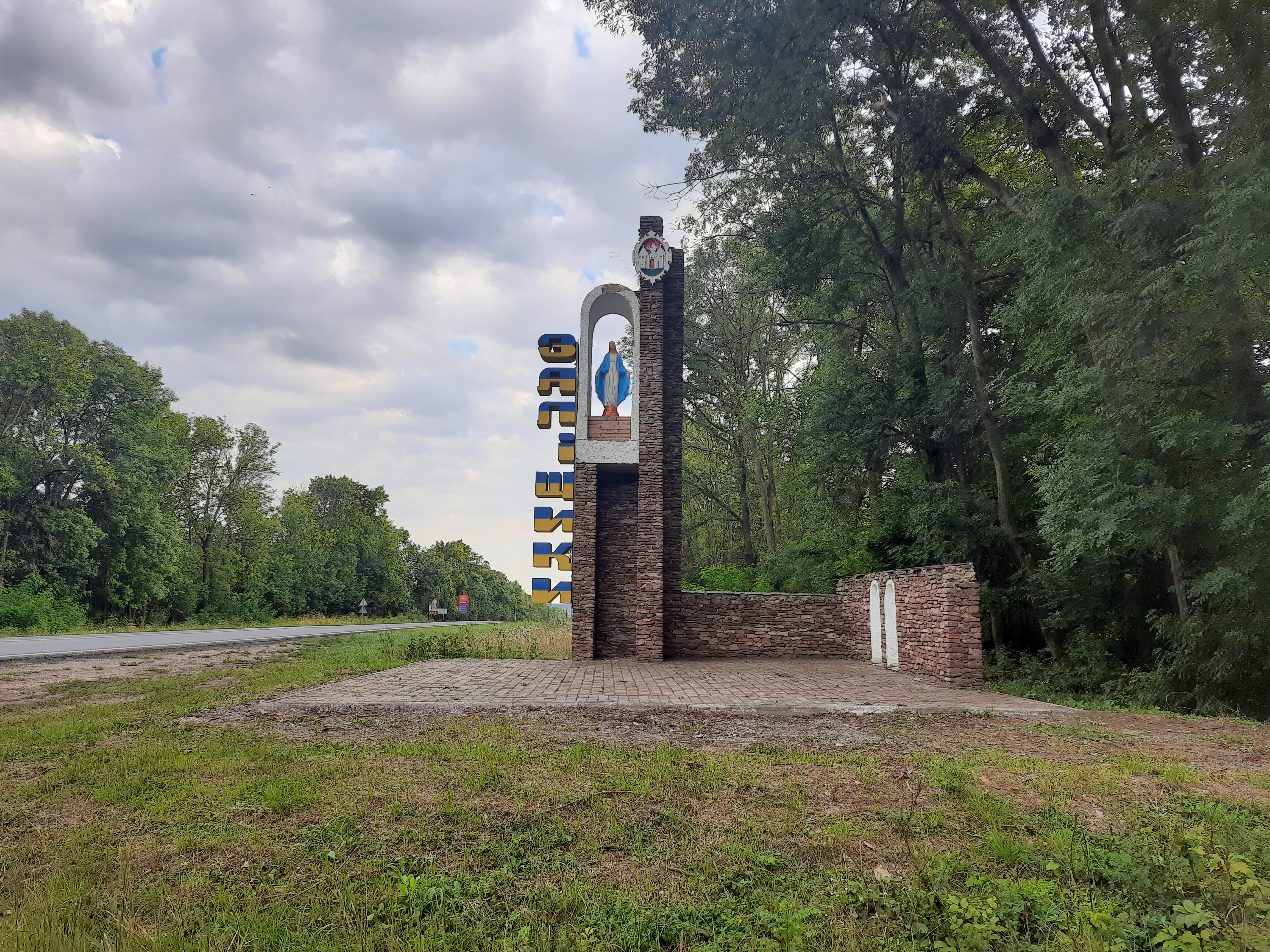
В'їзд у місто

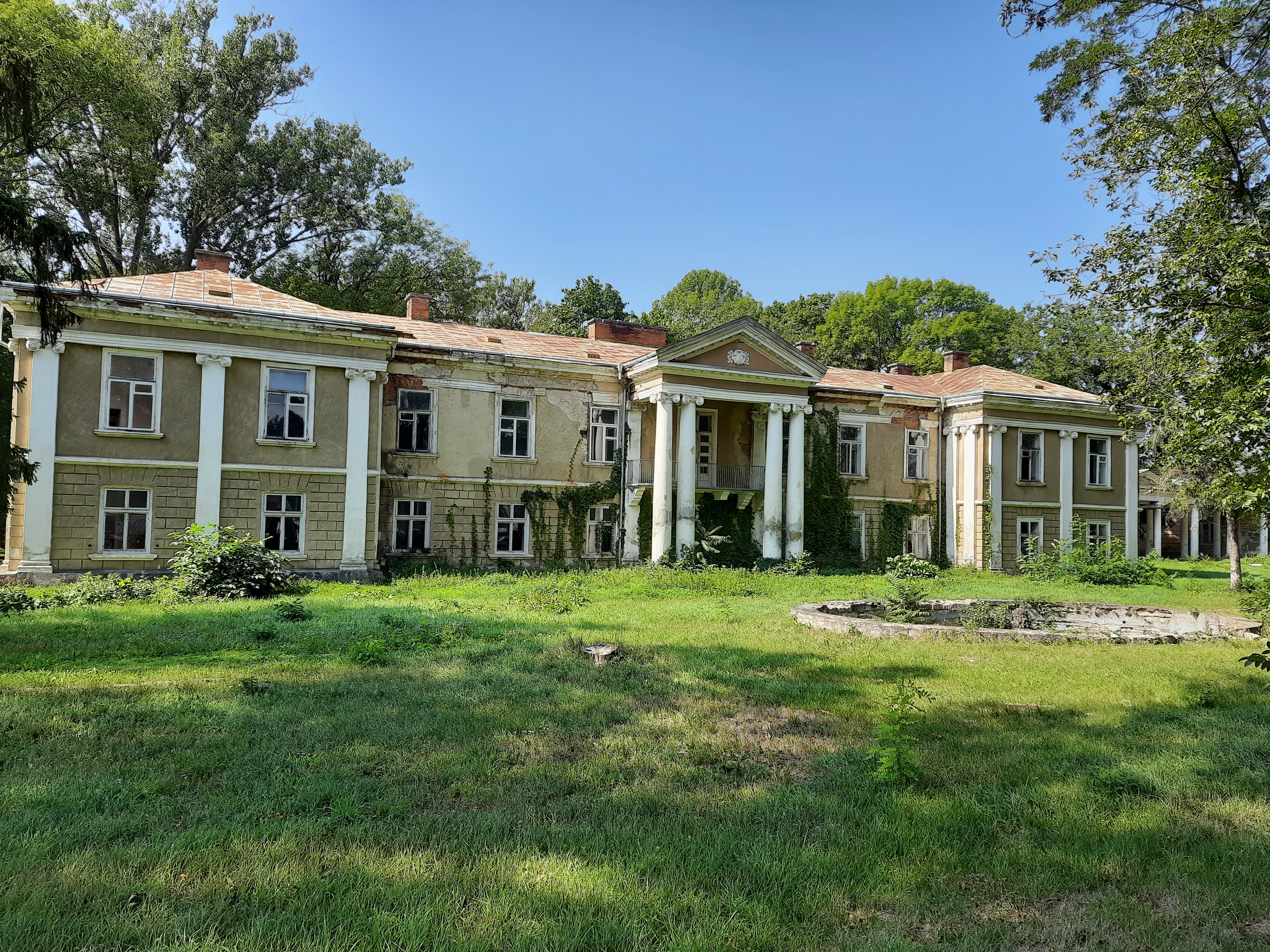
Палац Понятовських 18ст

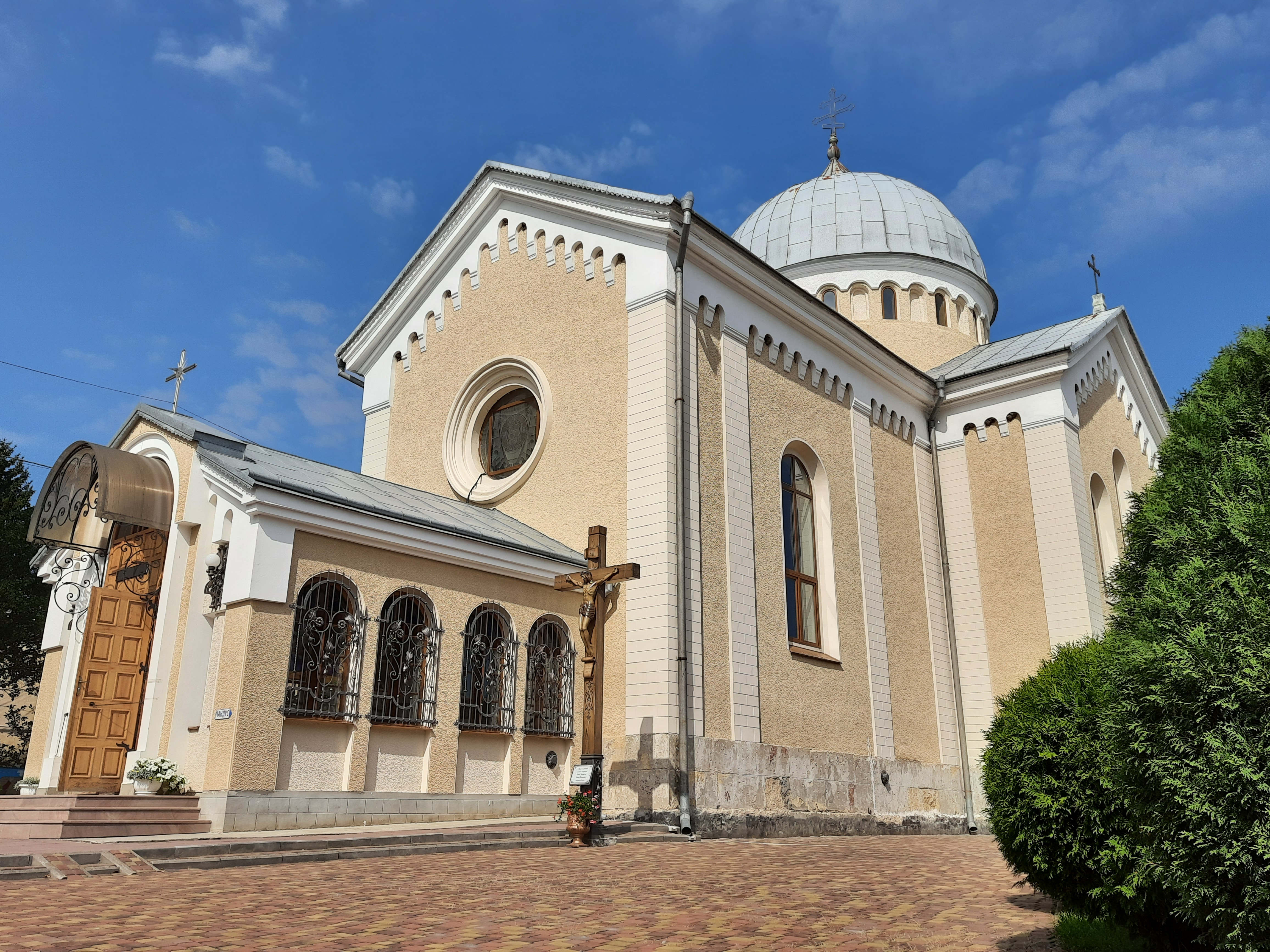
Церква Покрови Пресвятої Богородиці (1873)

Залі́щики — місто в Україні, Тернопільської області. З липня 2020 року входить до Чортківського району. Розташоване на лівому березі Дністра. Відстань до Тернополя — 120 км.
Адміністративний центр Заліщицької міської громади.

## Географія
Через Заліщики пролягає стратегічна автодорога E85 (Берестя — Одеса). Автобусне й залізничне сполучення з областями України, Польщею, Болгарією, Молдовою та іншими країнами.
Залізницею їздять поїзди на Тернопіль, Чернівці, Івано-Франківськ, Київ.

## Історія

### Початки, польський період
Вважають, що назва міста походить від місця проживання перших поселенців — «за ліщиною», хоча правдивішою виглядає версія, що назва утворилась від первісної назви поселення — Залісся, що пізніше стало Залісще, і вже кінцевий варіант — Заліщики. За історичними дослідженнями О. Тура перші письмові згадки про Заліщики відносяться до 1340 року. Територія Заліщиків була заселена людьми з давніх-давен. На території міста знайдено старожитності пізнього палеоліту, трипільської, липицької, ранньослов'янської та давньоруської культур.
Село Заліщики з'явилось на землях села Дубровляни (Добрівляни) як виселок близько 1469 року, котрий був відомий під назвою Залісся, у XVI ст. — Залісще. Назва Заліщики зафіксована після 1578 року.
1594 року польний коронний гетьман Станіслав Жолкевський у Заліщиках збирав військо для відсічі татарам, які того року спалили прикарпатські міста Галич, Долина, Тлумач, Чешибіси, Калуш, Снятин, Тисмениця під час нападу на Галичину через прорахунки коронного командування. Татари цього разу не брали в полон через те, що збиралися в далекий похід.
Нинішнє місто засноване близько 1750 року на землях села Заліщики, яке після появи міста отримало нову назву - Старі Заліщики.

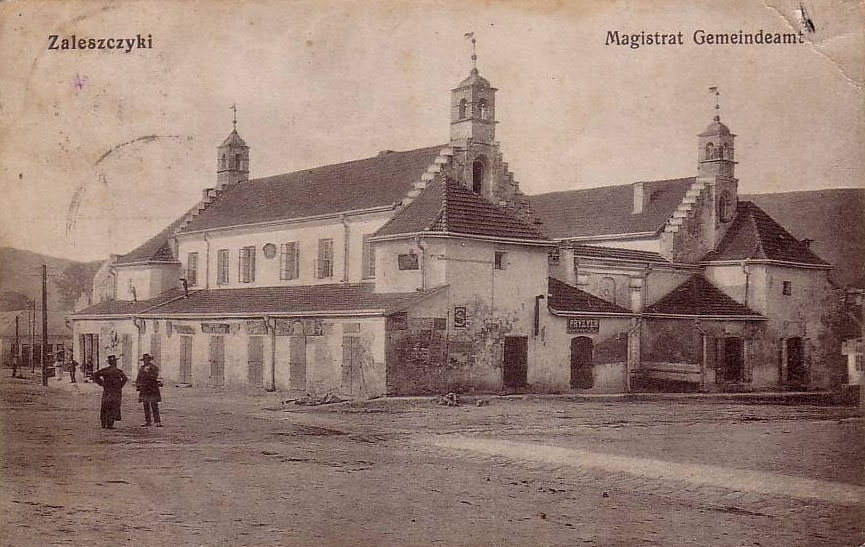
Ратуша. 1910-ті роки

За часів Польщі земля, на якій виникли Заліщики, перейшла у власність магнатів Любомирських, від них до краківського каштеляна Станіслава Понятовського. 30 серпня 1754 року король Август ІІІ надав привілей на проведення 4-х торгів у селі Заліщики, яке входило до Дзвиняцького «ключа». У 1760 чи 1763 році за його сприяння збудовано костел святого Станіслава.
У 1766 році король (заодно дідич Заліщиків) Станіслав Август Понятовський надав Заліщикам магдебурзьке право (вільного самоврядування). Місто славилось на все Поділля чудовими народними майстрами: килимарями, гончарами, різьбярами по дереву.

### У складі імперії Габсбургів
У 1774 році Заліщики отримали статус повітового міста — було утворено Заліщицький округ[джерело?] (також округа, циркул, нім. kreis). Тоді на гербі Заліщиків можна було побачити ратушу, над нею єдинорога — символ мужності та військової звитяги. Єдиноріг уособлював швидкість коня та ударну силу рога бика.
Наприкінці XVIII ст. у місті діяла масонська ложа.
Третій губернатор, князь Гайнріх Йозеф Йоган фон Ауершперг видав патент, яким дозволяв поселятись в Галичині купцям-протестантам у кількох містах (Заліщики, Ярослав, Львів, Замостя).
Командир піхотного батальйону Заліщиків у липні 1838 року в звіті командуванню вказував про початок бунту селян через утиски дідичів.
18 червня 1809 відбулась битва (пол. Bitwa pod Zaleszczykami) біля міста.
За сприяння створеного 1895 року «Товариства побудови подільських залізниць» за значної підтримки уряду у 1898 році було закінчено будівництво відтинку залізниці Чернівці — Лужани — Заліщики.

### Часи Західно-Української Народної Республіки
В місті за часи Української революції діяв Український військовий клуб імені гетьмана Павла Полуботка.
Після створення Західно-Української Народної Республіки (ЗУНР) у листопаді 1918 року багато жителів міста та повіту вступили до Української Галицької армії.
Наприкінці квітня 1919 частини південного угруповання Армії УНР потягами прибували на станцію Заліщики з Румунії. Звідси похідним порядком через Тернопіль прямували на Радивилів — місце перебування Директорії УНР, уряду та військового керівництва.
На початку червня 1919 року Заліщики кілька днів були столицею Західно-Української Народної Республіки — тут перебував її уряд.
9 червня 1919 року в Заліщиках Президент ЗУНР Євген Петрушевич був проголошений уповноваженим Диктатором ЗУНР. У Заліщиках видав свої перші укази.
З 9 серпня 1920 року головою повітового ревкому в Заліщиках був Осип Устиянович.

### Часи 2-ї Речі Посполитої
Розпорядженням міністра внутрішніх справ від 28 березня 1934 р. територія міста розширена шляхом приєднання села Старі Заліщики.
У 1928—1929 роках тут вивчав пам’ятки трипільської культури та здійснив пробні розкопки Олег Ольжич.
До 1939 року місто було центром виноробства. Щороку тут проводили традиційне свято, «Винобрання» («Вінобранє»), на яке приїжджали з усієї тодішньої Польщі. До того ж Заліщики славилися як кліматичний курорт із чудовими пляжами на Дністрі. Зі Львова курсував прямий поїзд до Заліщиків.

#### Польські урядовці в Заліщиках
У 1939 році після нападу Німеччини на Польщу в Заліщиках деякий час перебували польські урядовці. Після вступу у війну Радянського Союзу вони через Румунію евакуювалися до Англії.

### Гітлерівська окупація
Під час німецької окупації в період 1941–1942 рр. діяло гетто, де утримувалось близько 3500 євреїв. В липні 1942 року, близько 2700 євреїв, що залишилисия в місті були відправлені до селища Товсте.
Місто було взято частинами 1-го Українського фронту 24 березня 1944

### Перші повоєнні роки
25 березня 1944 в місті з'явилися СМЕРШівці, почались доноси, арешти. Чимало містян опинилися в підвалах НКВС, звідки не всі вийшли живими. В місті було сформовано Заліщицький штрафний ударний проривний батальйон чисельністю понад 800 осіб, який прибув на фронт у Прибалтиці в жовтні 1944. З першого складу після війни залишились живими не більше 20 чоловіків.
У повоєнні роки відбудовувалися зруйновані промислові підприємства, будинки, дороги, ставали до ладу цегельний і консервний заводи, харчокомбінат, було запущено в дію пекарню, маслоробний завод, створено кукурудзяно-калібрувальний завод, текстильно-галантерейну фабрику і фабрику господарсько-побутових товарів. На жаль, ці підприємства в роки незалежної України відновити не вдалося.

### Незалежна Україна
З 1991 року в складі незалежної України.
У 2016 році Заліщики відзначили пам'ятну дату — 250-річчя з часу надання Магдебурзького права та День міста. З цієї нагоди у місті відбувся дводенний фестиваль «Заліщики-Фест». Напередодні Заліщицька міська рада, заручившись підтримкою підприємців міста, здійснила благоустрій парку Молодіжного, де відбувалися святкування. Тут здійснено поточний асфальтний ремонт центральних алей, прокладено освітлення, встановлено нові ліхтарі, лавки, урни для сміття, зроблено реконструкцію оглядового майданчика.
Силами органів місцевого самоврядування та громади поступово відновлюють пам'ятку садово-паркового мистецтва — Заліщицький центральний парк, у якому налічуються десятки рідкісних дерев та рослин.

### Епідемія коронавірусу
21 березня 2020 року у священника із Заліщиків було виявлено COVID-19. Це був перший випадок у місті, районі та Тернопільській області. Згодом Заліщицький район став одним з епіцентрів коронавірусу в Тернопільській області і в Україні зокрема.
29 березня кількість інфікованих зросла до 9 осіб.

## Населення
Населення міста Заліщики — 8700 осіб.

### Національний склад
Розподіл населення за національністю за даними перепису 2001 року:
| Національність  | Відсоток |
| --------------- | -------- |
| українці        | 98,17%   |
| росіяни         | 1,40%    |
| поляки          | 0,17%    |
| інші/не вказали | 0,26%    |

### Мова
Розподіл населення за рідною мовою за даними перепису 2001 року:
| Мова            | Кількість | Відсоток |
| --------------- | --------- | -------- |
| українська      | 9618      | 98.76%   |
| російська       | 102       | 1.05%    |
| польська        | 7         | 0.07%    |
| вірменська      | 4         | 0.04%    |
| румунська       | 2         | 0.02%    |
| білоруська      | 1         | 0.01%    |
| угорська        | 1         | 0.01%    |
| болгарська      | 1         | 0.01%    |
| інші/не вказали | 3         | 0.03%    |
| Усього          | 9739      | 100%     |

## Промисловість
Нині в місті працюють підприємства:
- СТ «Агробуд»
- МПП «Арма»
- ПП «ТІМІРТАН»
- ТзОВ «Здоров'я»
- Заліщицьке РайСТ
- «Роммар»
- «Андріатика»
- консервний завод та інші.

## Освіта

### Історичні освітні заклади
- Заліщицька учительська семінарія

### Теперішні освітні заклади
- ВП НУБіП України «Заліщицький аграрний коледж ім. Є. Храпливого»
- Вище професійне училище
- Заліщицька державна гімназія
- ЗОШ І-III ступенів № 1 ім. Осипа Маковея і № 2
- Спеціальна загальноосвітня школа-інтернат
- музична школа
- художня школа
- спортивна школа
- центр науково-технічної творчості школярів
- районний будинок дитячої і юнацької творчості

## Культура
Діють Державний краєзнавчий і чотири громадські музеї, районний Будинок народної творчості, бібліотеки, кінотеатр, дитячий ревматологічний санаторій, районна лікарня, поліклініка, обласний шпиталь інвалідів і репресованих, обласний протитуберкульозний санаторій.

## Релігія
Є церкви:

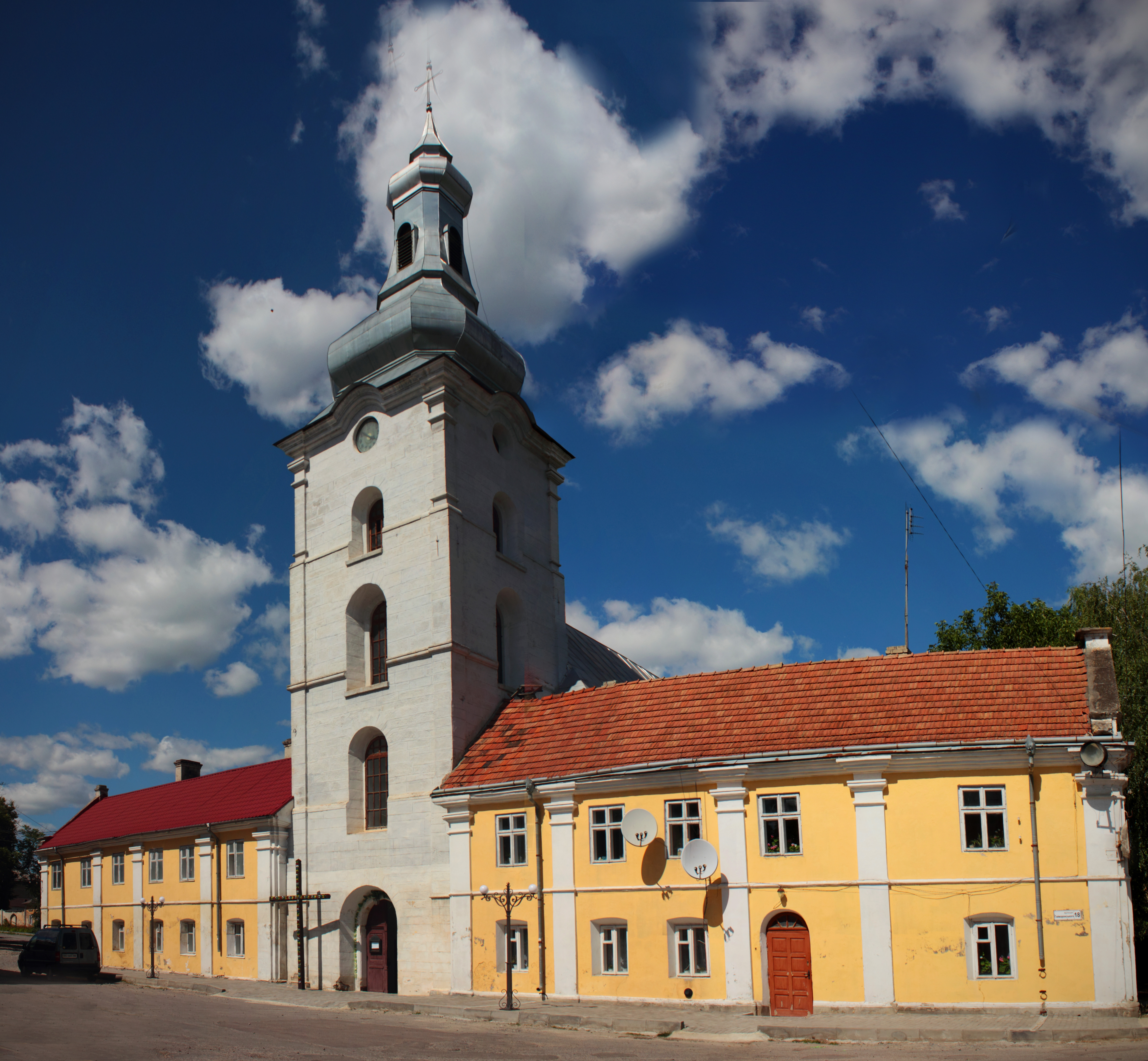
Костел

- Покрови Пресвятої Богородиці (1873, УГКЦ)
- Пресвятого Серця Христового (2002, УГКЦ)
- Трьох Святих (2012, УГКЦ)
- Різдва Пресвятої Богородиці (1999, ПЦУ)
- костел святого Станіслава (1763, РКЦ).[23]
- храм ПЦУ на честь Святих жінок мироносиць (вересень 2018)[24].
  - монастир Покрови Пресвятої Богородиці Згромадження сестер служебниць Непорочної Діви Марії.

Відновлена капличка Божої Матері (1992).
До 10-річчя незалежності України споруджено дерев'яну капличку (2001).

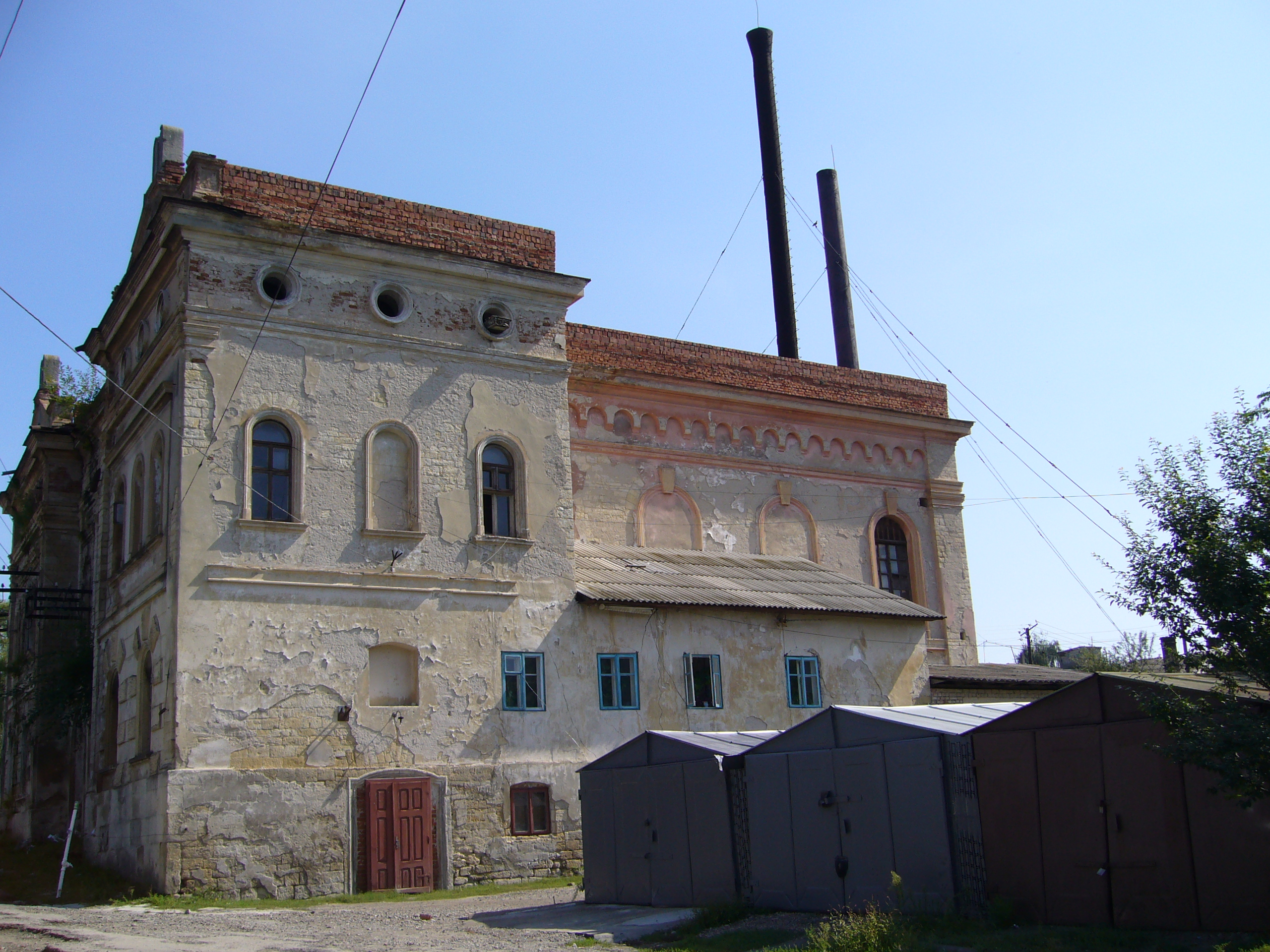
Колишня синагога

## Архітектурні пам'ятки
Основні архітектурні пам'ятки:
- цісарсько-королівська військова казарма (18 ст.; нині приміщення ПТУ)
- будинок староства і суду (потім — учительська семінарія; нині готель «Старі Заліщики»)
- палац баронів Бруніцьких (перебудовано 1831 з мисливського палацу в стилі ампір; нині відділення лікарні)
- будинок польського товариства «Сокул» (1903; нині кінотеатр)
- «Народний Дім» (1908; нині пошта)
- Заліщицька ратуша (знищена)

## Об'єкти природно-заповідного фонду
- Заліщицький парк (Нижній парк)
- Заліщицький дендропарк
- Заліщицький горизонт нижнього девону
- Гінкго дволопатеве
- Заліщицький бундук канадський
- Софора японська
- Горіх ведмежий № 1
- Гінкго Ігнатія Браницького
- Дуб над Дністром

## Засоби масової інформації
- «Колос» — щотижнева газета, громадсько-політичний часопис. Виходить від 24 лютого 1940. З 18 листопада 2011 року разом з проектом «Заліщики онлайн» розпочато онлайн архів газети в Інтернеті [Архівовано 19 січня 2015 у Wayback Machine.] у форматі PDF. Нинішні засновники — районна рада і РДА. Редактор — Оксана Дяків[25].
- «Kresowiak» (Кресов'як) — колишній підпільний польський часопис. Видавець — КАУСМ («Конспіраційна акція в обороні народу»). Виходив у 1939. Відомо про 4 номери. Редактор невідомий[26].

## Рекреація

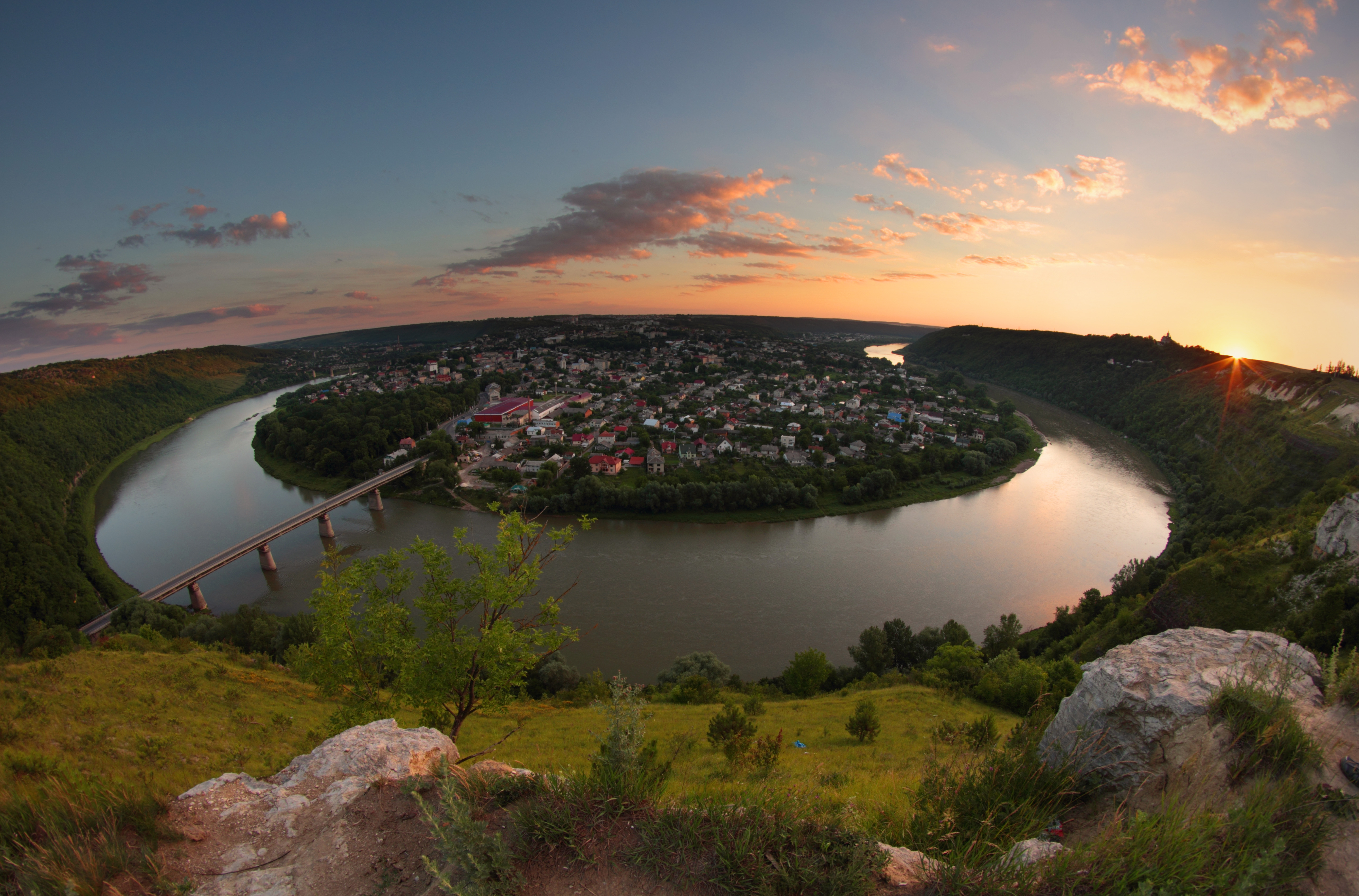
Панорама Заліщиків на світанку

Окраса міста — старовинний заповідний парк над Дністром (Нижній парк); тут зростають понад 400 унікальних дерев бл. 40 видів (див. також Заліщицький дендропарк, Заліщицький парк). У північно-західній частині міста є Верхній парк.

## Некрополі
На міському цвинтарі — пам'ятний хрест на честь скасування панщини 1848, надгробки на могилах громадсько-політичного діяча Омеляна Поповича, письменника, педагога і громадського діяча Осипа Маковея, російських і польських офіцерів війни 1812, польських повстанців 1863—1864, могили австрійських і російських воїнів Першої світової війни.
Також на міському кладовищі похований радянський воїн Єва Ісааківна Мінц, яка загинула 10 травня 1944 р. На могилі обеліск прямокутної форми у вигляді глиби природного необтесаного каменю із зіркою вгорі, під нею фотографія Є. І. Мінц, вставлена в нішу постаменту.
Біля профтехучилища є братська могила радянських воїнів, які полягли на фронтах Великої Вітчизняної війни і за звільнення міста — 343 радянські воїни. На братській могилі встановлено пам'ятник та три надмогильні плити. Пам'ятник у вигляді обеліска із зіркою вгорі. Перед ним постать воїна на весь зріст. На плитах викарбувано прізвища полеглих: на першій — 17, на другій — 299, на третій — 23.

## Пам'ятники
- На братській могилі радянських воїнів, полеглих у Другій світовій війні, споруджено пам'ятник (1958), поряд встановлено хрест на честь загиблих вояків-заліщан (1999). Поблизу братської могили на постаменті — танк Т-34.
- Біля шосейного моста 9 травня 1971 відкрито пам'ятник Героям Дністра (скульптори І.Козлик і В.Колесник, архітектор Г.Карасєв).
- Неподалік від залізничного моста — кам'яний хрест, який звів заліщанин І. Томчишин на пам'ять про політичних в'язнів, котрих у вагонах підірвали вибухівкою і скинули з моста в Дністер відступаючі частини ЧА у червні 1941 (див. Заліщицька трагедія).

Зведено також пам'ятники:
- Івану Франку (1956) — перший пам'ятник Франку на Тернопільщині. Встановлений з нагоди святкування 100-річчя від дня народження поета. Пам'ятник являє собою бронзове погруддя письменника. На постаменті напис: «Іван Якович Франко. 1856 — 1916 рр.»[29].
- Осипу Маковею (1957)
- Тарасу Шевченку (1961; автор усіх — скульптор Дмитро Крвавич)
- Михайлу Гайворонському (1992; скульптор М. Невеселий)
- пам'ятний знак Олегу Кандибі-Ольжичу, який 1928—1929 досліджував у Заліщиках поселення трипільської культури
- монумент Борцям за волю України (обидва — 1997; архітектор А.Сорочук)
- Степану Бандері.

Встановлені:
- пам'ятний хрест членам ОУН і воякам УПА (1992)
- меморіальні дошки:
  - Василеві Стефанику (1971)
  - Василеві Баранику (1994)
  - Тарасові Шевченку (з написом «1814-1914. В соті роковини уродин Тарасові Шевченкові Заліщицька земля») — на будинку пошти;
  - Осипові Маковею — на будинку колишньої вчительської семінарії (1967, поновлено 1987)
  - письменникові та журналісту Петрові Ковальчуку — на будинку, де він жив (1995)
  - Степанові Скрипнику (майбутньому патріарху Мстиславу), котрий 1923—1925 жив у Заліщиках, — на будинку міської ради (1998; автор о. О. Паленичка);
  - співаку Михайлові Голинському — на будинку, де він перебував у 1919 і 1927 (2003).
  - бійцю Збройних сил України Лаврику Станіславу Людвиговичу, учаснику російсько-української війни 2014—2015[30]

Пам'ятник Т. Шевченку
Пам'ятка монументального мистецтва місцевого значення. Розташований на вулиці С. Бандери.
Встановлений 1961 р. Скульптор — Д. Крвавич.
Скульптура — бетон, постамент — цегла.
Скульптура — 2,2 м, постамент — 2,5 м.

## Відомі люди
Адвокати В.Охримович і Василь Бараник, отці Йосиф Раковський, Іван Туркевич, Іван Коцик, що заснували в місті філію «Просвіти». Агроном-дослідник Роман Коцик, мовознавець Микола Пушкар, організатор кооперативного руху Євген Храпливий, фізик Володимир Кучер, артист Євген Коханенко, визначний діяч УВО та ОУН Степан Долинський.
- Ядвіга Марія Кінга Баль (1879 - 1955) — польська баронеса та довічна муза Яцека Мальчевського.
- Баранецький Ярослав — відомий диригент, композитор, учитель.
- Беліна Анна — акторка[33].
- Біланюк Петро-Борис Терентійович — український релігійний діяч, теолог. Доктор богослов'я (1961), доктор філософії (1972).
- Гайворонський Михайло — композитор, музикант, диригент.
- Генрик Еразм Ґонсьоровський  — український польський етнограф, освітянин, мандрівник.
- Ґуляк Юліан — провідник ОУН Тернопільської області, керівник організаційної референтури Крайового Проводу ОУН Західних Українських Земель (1941—1944), випускник місцевої учительської семінарії.[34]
- Гулько Олег Васильович (1972—2014) — український військовик, старший сержант батальйону територіальної оборони «Айдар» Збройних сил України, учасник російсько-української війни.
- Гнатюк Богдан-Тарас — інженер, учений, громадський діяч.
- Джумак Василь Володимирович (1988—2024) —український військовослужбовець, учасник російсько-української війни.[35][36]
- Отець Добрянський Роман — парох міста у 1935—1944 роках.[37]
- Донцов Дмитро — український літературний критик, публіцист, філософ, політичний діяч, головний ідеолог українського інтегрального націоналізму, відпочивав у 1936 році разом з Оленою та Михайлом Телігами[38].
- Дяків Василь Григорович — переможець Всеукраїнського конкурсу «Учитель року — 2019», заслужений вчитель України[39]
- Залеський Тадей Степанович — український педагог, громадсько-політичний діяч[40].
- Зборовський Леопольд — польський художник, меценат, колекціонер, арт-дилер та поет єврейського походження.
- Квач Орест Арсенович —  український військовик, громадський активіст, духовний ватажок.
- Капчак Дмитро (пом. 1990) — очолював Заліщицьку «Січ» з липня 1941, арештований НКВД, воював у складі Заліщицького штрафбату на фронтах ІІ-ї світової, по війні викладав у Заліщицькій школі садівників, з 1953 — начальник управління с/г і заготівель, з 1959 — секретар Заліщицької міської ради[16].
- Лаврик Станіслав Людвігович — боєць ЗСУ, учасник російсько-української війни.
- Маковей Осип — видатний український письменник-гуморист, громадський діяч, редактор, педагог; останні роки життя провів у Заліщиках, де працював директором учительської семінарії; тут помер і похований; присвятив Заліщикам багато своїх творів (напр., «Галицький Меран» [Архівовано 7 серпня 2017 у Wayback Machine.]).
- Микитюк Олександр (1906—1986) — український диригент, композитор та юрист.
- Мірбах Феліціян, барон фон Рейнфельд— австрійський дворянин, художник-баталіст, графік та ілюстратор.
- Смеречанський Емануїл — педагог, народний різьбяр.
- Суярко Юрій Федорович — український кінорежисер.
- Третяк Антон — учений, професор, доктор економічних наук, член-кореспондент УААН зі спеціальності «Землевпорядкування», громадський діяч.
- Фірташ Дмитро Васильович — український олігарх-мільярдер, бізнесмен, меценат, почесний громадянин Заліщиків[41][42]; підприємець, надав кошти для реконструкції районної лікарні[43].
- Цалинюк Василь — український диригент, композитор, педагог, громадський діяч.
- Чубатий Євген — у 1938—1939 навчався в гімназії[44]
- Шварц Йосиф — краєзнавець, професор Заліщицької учительської семінарії.

Під час Першої світової в місті перебував майбутній президент Фінляндії Карл Густав Маннергейм.

### Почесні громадяни
Низка осіб стали носіями звання «Почесний громадянин Заліщиків».
- Михайло Сопилюк (нар. 1957) — український історик-краєзнавець, громадський діяч (2012)
- Дмитро Фірташ (нар. 1965) — голова ради федерації роботодавців України, український бізнесмен, інвестор і меценат (2016)